# Rosières-en-Haye
Rosières-en-Haye és un municipi francès situat al departament de Meurthe i Mosel·la i a la regió del Gran Est. L'any 2007 tenia 226 habitants.

## Demografia

### Població
El 2007 la població de fet de Rosières-en-Haye era de 226 persones. Hi havia 84 famílies, de les quals 20 eren unipersonals (12 homes vivint sols i 8 dones vivint soles), 20 parelles sense fills, 32 parelles amb fills i 12 famílies monoparentals amb fills.
La població ha evolucionat segons el següent gràfic:
Habitants censats

### Habitatges
El 2007 hi havia 88 habitatges, 85 eren l'habitatge principal de la família, 1 era una segona residència i 2 estaven desocupats. 80 eren cases i 8 eren apartaments. Dels 85 habitatges principals, 68 estaven ocupats pels seus propietaris, 15 estaven llogats i ocupats pels llogaters i 2 estaven cedits a títol gratuït; 4 tenien dues cambres, 9 en tenien tres, 21 en tenien quatre i 51 en tenien cinc o més. 67 habitatges disposaven pel capbaix d'una plaça de pàrquing. A 33 habitatges hi havia un automòbil i a 44 n'hi havia dos o més.

### Piràmide de població
La piràmide de població per edats i sexe el 2009 era:
| Homes | Edats   | Dones |
| ----- | ------- | ----- |
| 0     | 95 o +  | 1     |
| 0     | 90 a 94 | 2     |
| 0     | 85 a 89 | 1     |
| 1     | 80 a 84 | 0     |
| 1     | 75 a 79 | 4     |
| 9     | 70 a 74 | 3     |
| 7     | 65 a 69 | 6     |
| 6     | 60 a 64 | 2     |
| 4     | 55 a 59 | 5     |
| 6     | 50 a 54 | 8     |
| 4     | 45 a 49 | 2     |
| 8     | 40 a 44 | 4     |
| 9     | 35 a 39 | 7     |
| 13    | 30 a 34 | 14    |
| 27    | 25 a 29 | 11    |
| 22    | 20 a 24 | 8     |
| 3     | 15 a 19 | 5     |
| 10    | 10 a 14 | 9     |
| 10    | 5 a 9   | 11    |
| 8     | 0 a 4   | 8     |

## Economia
El 2007 la població en edat de treballar era de 137 persones, 103 eren actives i 34 eren inactives. De les 103 persones actives 93 estaven ocupades (57 homes i 36 dones) i 10 estaven aturades (1 home i 9 dones). De les 34 persones inactives 7 estaven jubilades, 14 estaven estudiant i 13 estaven classificades com a «altres inactius».

### Ingressos
El 2009 a Rosières-en-Haye hi havia 84 unitats fiscals que integraven 249 persones, la mediana anual d'ingressos fiscals per persona era de 16.273 €.

### Activitats econòmiques
Dels 8 establiments que hi havia el 2007, 1 era d'una empresa de fabricació d'altres productes industrials, 1 d'una empresa de construcció, 1 d'una empresa de comerç i reparació d'automòbils, 1 d'una empresa de transport, 1 d'una empresa d'informació i comunicació, 2 d'empreses de serveis i 1 d'una empresa classificada com a «altres activitats de serveis».
Dels 2 establiments de servei als particulars que hi havia el 2009, 1 era un paleta i 1 perruqueria.
L'any 2000 a Rosières-en-Haye hi havia 7 explotacions agrícoles que ocupaven un total de 428 hectàrees.

## Poblacions més properes
El següent diagrama mostra les poblacions més properes.